# Adrian Foncette
Adrian Foncette (* 10. Oktober 1988 in Arima), mit vollständigen Namen Adrian Jamal Foncette, ist ein Fußballspieler aus Trinidad und Tobago.

## Karriere

### Verein
Adrian Foncette erlernte das Fußballspielen in den Jugendmannschaften der St. Ann’s Rangers, Albany Great Danes sowie den Westchester Flames. Seinen ersten Vertrag unterschrieb er beim North East Stars FC in seiner Geburtsstadt Arima. Der Verein spielte in der ersten Liga, der TT Pro League. 2013 wechselte er in die Vereinigten Staaten, wo er sich den Western Mass Pioneers anschloss. Das Fußball-Franchise aus Ludlow, Massachusetts, spielte in der USL League Two, einer Amateurfußballliga in den Vereinigten Staaten und Kanada. Nach einem halben Jahr kehrt er in seine Heimat zurück. Hier schloss er sich dem Police FC aus Saint James an. Hier steht er bis heute unter Vertrag.

### Nationalmannschaft
Adrian Foncette spielt seit 2016 für die Nationalmannschaft von Trinidad und Tobago. Sein Debüt in der Nationalmannschaft gab er am 28. Mai 2016 in einem Freundschaftsspiel gegen Uruguay. Hier wurde er nach der Halbzeitpause für Marvin Phillip eingewechselt.